# Hôtel Hardy du Plessis
L'hôtel  Hardy du Plessis ou hôtel Romain Dru de Mongelas est un ancien hôtel particulier situé au no 8 rue Pastourelle, dans le 3e arrondissement de Paris.

## Historique
L’hôtel est construit en 1656 pour la fille de Romain Dru de Mongelas, commissaire extraordinaire des guerres sous Louis XIV.
Ses héritiers, les Hardy du Plessis, dont une fille épousa le lieutenant général de police Sartine le vendent en 1779 à Geneviève-Francoise Girard, veuve du négociant Loyer de Moussay.
L’entreprise Jumeau s’y installe en 1866. Cette entreprise qui était le plus important fabricant parisien de poupées possédait une usine à Montreuil produisant 300 000 poupées par an en 1889.
Elle s’associe en 1899 à 9 autres fabricants de jouets pour créer la SFBJ -Société Française de fabrication de Bébés et Jouets- qui arrête ses activités dans les années 1950.
Les bâtiments comprenant le 6 rue de Beauce et le 8 rue Pastourelle sont acquis en 1954 par le docteur Bouchara. L’entreprise des laboratoires Bouchara qui s'y installe était le dernier fabricant de produits pharmaceutiques du Marais.
La plus grande partie de ces bâtiments était louée comme logements. La courette à l’arrière était un atelier de conditionnement recouvert d’une verrière.
L’ensemble est rénové en 1997 et rendu en totalité à l’habitation. Une nouvelle rénovation comprenant les intérieurs est effectuée en 2017-2018

## Description
La façade est reprise au début du XIXe siècle en style néo classique. Ornée de refends, elle est décorée d’une corniche à denticules. La grande cour pavée est dénaturée au XIXe siècle par des bâtiments industriels. Les escaliers du XVIIIe siècle en fer forgé sont cependant maintenus. Un passage est percé dans le corps principal pour communiquer avec l’ancien jardin, transformé en seconde cour. 

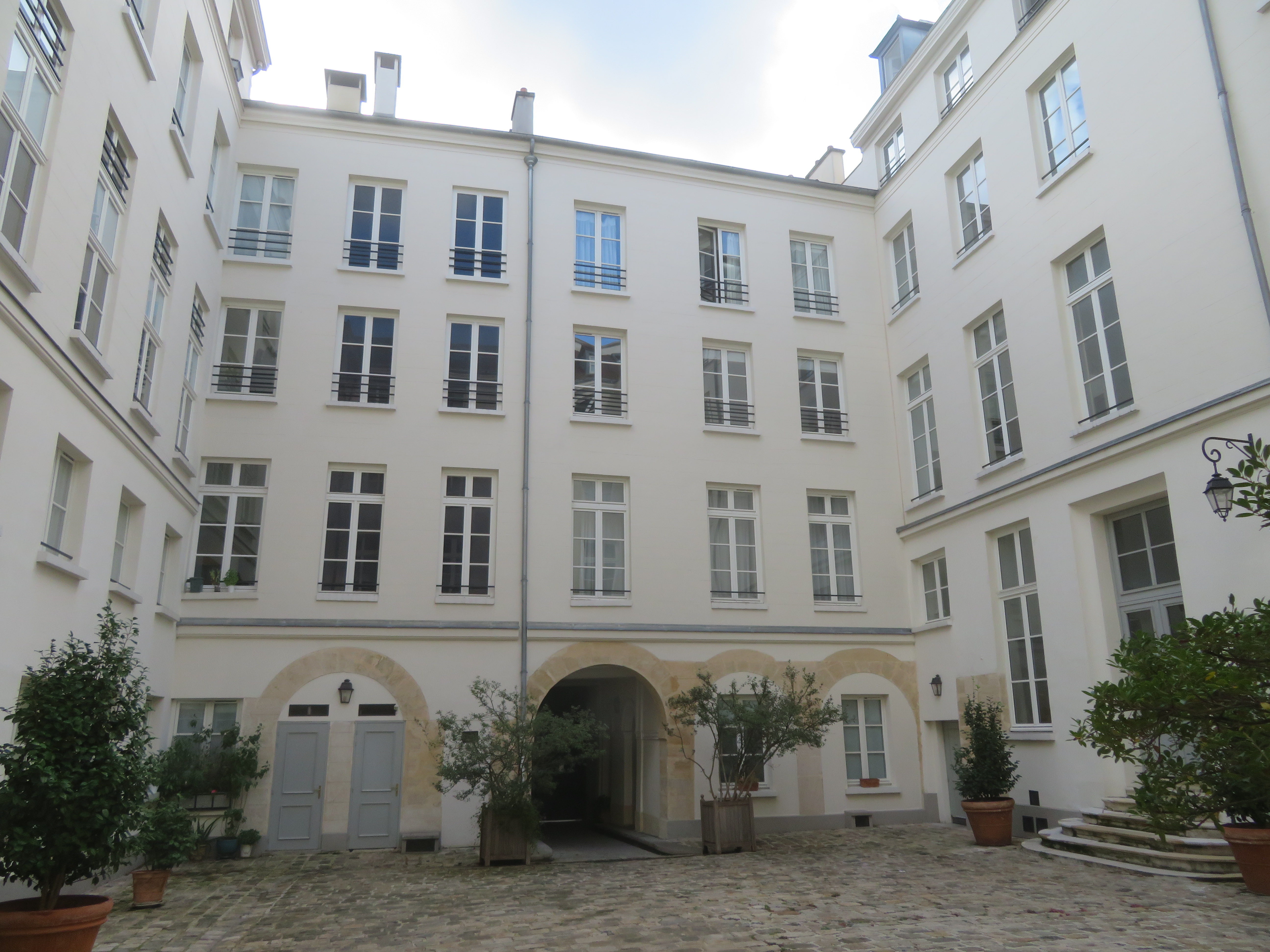
Cour principale
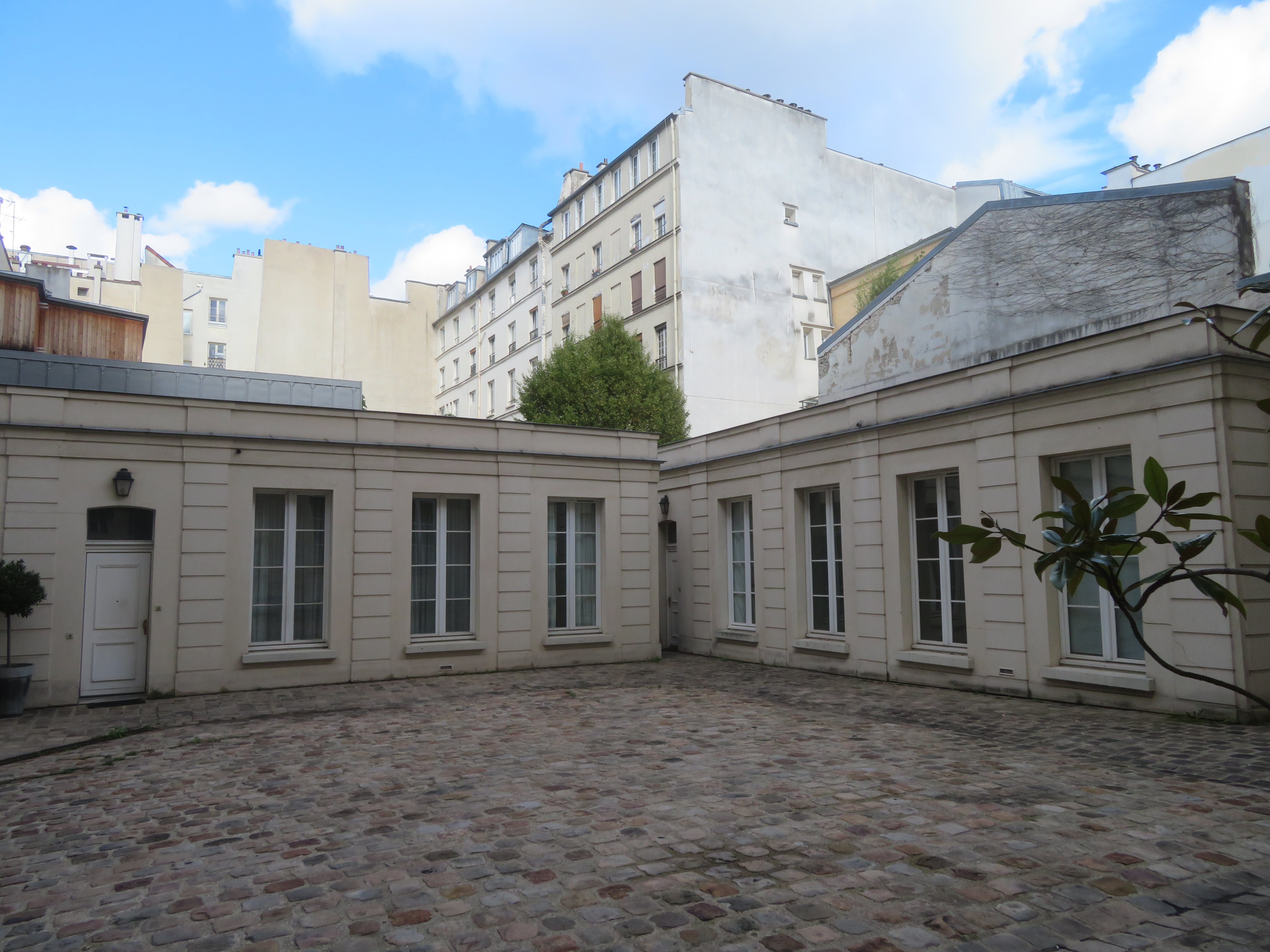
Cour à l’emplacement de l’ancien jardin

## Accès
Ce site est desservi par la station de métro Arts et Métiers.